# Cultura Dridu
„Cultura Dridu”, după numele unei localități Dridu din județul Ialomița, este denumirea dată de arheologi precum D. Șerbănescu sau G. Trohani, unui ansamblu de circa 2000 de obiective arheologice (așezări, necropole, ceramică) de pe teritoriul României și al țărilor vecine (de exemplu Girișu de Criș în jud. Bihor, Lazuri în jud. Satu Mare, Fundu-Herței și Horodiștea în jud. Botoșani, Calfa și Chișinău în R. Moldova, Murighiol în jud. Tulcea, Basarabi în jud. Constanța, Balcic în Bulgaria etc.) din secolele III-XIII, mileniu care corespunde cu „dieta documentară” relativă la istoria proto-Românilor și care este în centrul controverselor între istoricii „Röslerieni” care susțin lipsa unei populații sedentare în nordul Dunării de Jos în acea perioadă (teoria „Pustiului Avarilor”, Awarenwüste) și istoriografia românească (Alexandru Xenopol, Nicolae Iorga, Constantin Giurescu ș.a.) care susține existența acestei populații, presupunând-o protoromână (teoria „continuității”).

## Caracteristici
La Dridu au făcut săpături Eugenia Zaharia și Ion Nestor în perioada anilor 1956 - 1962. Pe terasa lacului Comana s-au descoperit bordeie datate în secolul al X-lea sau al XI-lea, cu două nivele de tipul celor de la Câmpulung. S-au găsit obiecte de ceramică de două tipuri: ceramică striată cu val pe umărul borcanelor și ceramică cenușie ce a fost arsă reductor sub formă de oale sferice sau ulcior cu gură treflată cu decorațiuni lustruite în rețea. Muzeul Național de Istorie a României are ca exponate astfel de ceramică găsită la Dridu. Descoperitorii sitului arheologic, precum și cei care au fundamentat conceptul culturii de Dridu, au considerat că aici aspectul cultural este unul specific pentru populația străromânească din Câmpia Dunării sau chiar pentru întregul spațiu carpato-dunărean. Alți cercetători au văzut în descoperirile de la Dridu doar un aspect local al unei culturi materiale care era caracteristică spațiului balcano-dunărean ce prezintă un aspect mai sărăcăcios ca cel din Dobrogea, spre exemplu. Din această cauză Culturii de Dridu nu i se poate atribui un anume specific etnic determinat, deoarece elementele specifice lui sunt de fapt comune tuturor populațiilor din această zonă.

## Culturile din aria spațio-temporală denumită „Cultura Dridu”
Obiectivele arheologice din aria spațio-temporală denumită „Dridu” acoperă, conform studiilor științifice, mai multe culturi diferite prin specificități, durate și întinderi, care corespund probabil cu mai multe populații succesive:
- cultura Sântana de Mureș-Cerneahov din secolele III-IV, este socotită ca fiind datorată triburilor gotice și carpice, circulația monetară romană continuând pe teritoriul României actuale, fără ca aceasta să dea indicații asupra limbilor vorbite atunci în areal;
- cultura Ipotești-Cândești din secolele V-VII, este socotită ca aparținând comunităților sedentare, de sine stătătoare, ale căror activități implicau schimburi economice cu Imperiul Bizantin, apoi cu Primul Țarat Bulgar, dovedite prin monezi și alte artefacte;
- cultura Răducăneni din secolele XI-XII, caracterizată prin cuptoare rectangulare și ceramică învârtită la roată, este socotită ca aparținând unor comunități sedentare, tot slavo-române, dar cu precădere române, supuse pecenegilor și apoi cumanilor (care au lăsat toponime precum Bahlui, Călmățui sau Covurlui), comunități care printr-o evidentă creștere demografică (observabilă în toată Europa și legată de îmbunătățirea climei) se răspândesc dinspre zona muntoasă sau deluroasă înspre câmpii (astfel, în valea râului Mostiștea au fost identificate aproape cincizeci de așezări; alte zone dens populate erau Bratei în jud. Sibiu, Poian în jud. Covasna, Bâtca Doamnei în jud. Neamț, Izvoru în jud Giurgiu, Sebeș în jud. Alba); tot atunci se înmulțesc și urmele religiei creștine (necropole și biserici, de exemplu la Alba Iulia, Bratei, Sultana din jud. Călărași, Șendreni din jud. Galați, Chiperești din jud. Iași, Nalbant din jud Tulcea etc.).

Ansamblul cultural denumit „Dridu” interferează cu alte ansambluri vecine precum cultura Saltovo-Maiațk creată de slavii răsăriteni. Obiectele de aur precum cele de la Dinogeția-Garvăn, podoabele de la Ciumbrud (jud. Alba) sau Șiclău (jud. Arad), ceramica fină și armele erau importate din Bizanț, din Imperiul Carolingian, din Regatul ceh al Moraviei sau din Rusia Kieveană. Arealul cuprinde așezări fortificate de pământ: Calfa, Morești, Alba Iulia, Dăbâca, și de piatră: Capidava, Dinogeția, Slon, fără ca acestea să poată fi în mod cert atribuite culturilor spuse „Dridu”.